# Abraham Jehoschua Heschel
Abraham Jehoschua Heschel von Apta, (* 1748 in Nowy Żmigród; † 1825 in Medschybisch, bekannt als der Apter Rebbe) war ein chassidischer Zaddik.

## Leben
Er wurde in einem Dorf in Südostpolen geboren und war Schüler von Elimelech von Lyschansk. Von 1809 bis 1813 war er Rabbiner in Opatów und Jassy, worauf er sich in Medschybisch niederließ, wo er bis zu seinem Tode lebte und neben dem Baal Schem Tow, dem Begründer des Chassidismus, begraben wurde. Er war ein Gegner der Haskala (jüdische Aufklärung) und bekämpfte die Maskilim (Anhänger der Haskala) in Brody, die seiner Ansicht nach häretische Ideen unter den Juden in Russland verbreiteten. Nachdem Zar Alexander I. ein Gesetz erlassen hatte, das die Lebensbedingungen von jüdischen Pächtern und Wirten im Russischen Reich drastisch verschlechterte, verordnete Abraham Heschel ein öffentliches Fasten. In der Kontroverse zwischen Chassidim aus Bratslav (Anhänger von Rabbi Nachman) und Przysucha (Anhänger von Jaakow Jizchak von Przysucha) bemühte er sich um eine Aussöhnung der unterschiedlichen Ansichten.
Er hinterließ Anweisungen, wonach auf seinem Grabstein nur die Worte Ohew Jisrael (Der Israel liebt) stehen sollten. Unter dieser Bezeichnung ist er bis heute in chassidischen Kreisen bekannt. Er war ein religiöser Ekstatiker und begleitete seine Predigten am Schabbat und an jüdischen Feiertagen mit wilden Handbewegungen, wobei seine Anhänger glaubten, damit werde das „Abstreifen der körperlichen Existenz“ ausgedrückt. Seine Offenbarungen wurden von Chassidim mit den Legenden verglichen, die von Rabbah Bar Bar Hana, einem Amoräer aus der zweiten Hälfte des dritten nachchristlichen Jahrhunderts, im Talmud überliefert sind. Ein zeitgenössischer Bericht über Abraham Jehoschua Heschel hält fest: „Mitten während des Mahls, als der Geist über ihn kam, schrie er mit lauter und schmerzlicher Stimme und gestikulierte; sein Kopf fiel zurück, bis fast zu seinen Fersen, und alle, die um den heiligen Tisch saßen... zitterten und fürchteten sich... er begann, Geheimnisse der Tora und verborgene Mysterien zu enthüllen... sein Gesicht war (wie) eine Fackel, er erhob seine Stimme in Ekstase“. Zu seinen postum veröffentlichten Werken gehören Torat Emet („Wahre Tora“, Lemberg 1854) und Ohew Jisrael (Schitomir 1863).